# Буда (еялет)
47°28′00″ пн. ш. 19°03′00″ сх. д. / 47.46666667° пн. ш. 19.05° сх. д.
Будайський еялет або Будайський пашалик (осман. ایالت بودین) — адміністративно-територіальна одиниця Османської імперії. Існував у 1541—1686 роках. Утворився внаслідок захоплення османськими військами Угорського королівства. Існував на теперішніх землях Угорщини, північно-східної Хорватії та північної Сербії.

## Історія
У 1520-х роках поновився тиск османських військ на кордони Угорщини. У 1526 році військо султана Сулеймана I у битві при Могачі завдало нищівної поразки королю Лайошу II, який загинув. З цього моменту починається боротьба Османів з Габсбургами за володіннями угорськими землями.
У 1541 році з метою зміцнення своєї влади в королівстві було утворено декілька еялетів. Першим серед них став пашалик у Буді, що згодом перетворився на фактичний центр османського панування в Угорщині. Після успішної військової кампанії проти Австрії у 1543—1544 роках кордони еялету розширено на захід. Спочатку охоплював майже усю Угорщину, але у 1596 році з нього виокремлено еялет Егер, а у 1600 році — Каніж.
З 1620-х років під час військових кампанії будинському паші підпорядковувалися війська еялетів Темешвара, Егер, Варад, Каніж. Внаслідок поразки у Великій турецькій війні у 1686 році було втрачено Буду, а за умовами Карловицького договору 1699 року практично увесь Будайський пашалик відійшов до Австрії. Рештки еялету приєднано до Румелійського еялету.

## Поділ
У 1541 році складався з 17 санджаків: Будин, Семендіре, Ізворник, Вулчитрін, Пожега, Сірем, Могач, Секешфегервар, Сегедін, Копан, Шиклош, Печуй, Відін, Алака-Хисар, Ченад, Бечкерек, Гіпово.
У 1566 році відбулося реформування. Збереглися санджаки Будин, Семендіре, Пожега, Могач, Секешфегервар, Сірем, Сегедін, Печуй, Копан, Шиклош. Натомість додалися: Бабоска, Сігетвар, Естергом, Гатван, Філек, Сечень, Сольнок, Сімонторня, Новіград, Сексард, Веспрем.
У 1600 році після виокремлення еялетів Егер та Каніж залишилося 8 санджаків: Семендіре, Сірем, Рацкеве, Могач, Секешфегервар, Копан, Шиклош, Сечуй. У 1610 році після невдач в війні з Австрією відновлено санджак буда, ліквідовано санджаки Секешфегервар, Семендіре, Шиклош і Сечуй.
Втім вже після успіхів у 1650-х роках кількість санджаків збільшено до 9: додано Семендіре, Сімонторня, Сексард, Естергом і Печі (замість ліквідованих Рацкеве і Копан).
Паша еялету водночас був очільником Будайського санджаку. Під час військових кампаній проти Австрії та її союзників паша зазвичай очолював передові або основні загони, що діяли у західній Угорщині, Моравії та Австрії. Водночас через диван паші султани здійснювали дипломатичні стосунки зі Священною Римською імперією.
Дохід від хасси (володіння на час каденції) бейлербея становив 880 тис. акче, санджакбеїв — від 210 до 740 тис. акче. Спагіїв, що отримали тімари, нараховували 2722 особи.

## Очільники
- Рамазаноглу Узун Сулейман-паша 1541–1542
- Малкоооглу Яґ'я-пашазаде 1542–1543
- Яґ'я-пашазаде Мехмед-паша 1543–1548
- Газі Касим-паша 1548–1551, вперше
- Хадим Алі-паша 1551–1553, вперше
- Тойгун-паша 1553–1556, вперше
- Хадим Алі-паша 1556–1557, вдруге
- Хачи Мехмет-паша 1557
- Газі Касим-паша 1557–1558, вдруге
- Тойгун-паша 1558–1559, вдруге
- Гузельце рустем-паша 1559–1563
- Зал Махмут-паша 1563–1564
- Іскендер-паша 1564–1565
- Яґ'я-пашазаде Арслан-паша 1565–1566
- Мустафа-паша Соколович 1566–1578
- Кара Увейс-паша 1578–1580
- Карайлікуш Алі-паша 1580–1583, вперше
- Пазен Юсуф-паша 1583–1586, вперше
- Карайлікуш Алі-паша 1586–1587, вдруге
- Пазен Юсуф-паша 1587–1588, вдруге
- Газі Ферхад-паша 1588–1590
- Софу Сінан-паша 1590–1592, вперше
- Мехмед-паша Сінанзаде 1592–1593, вперше
- Хасан-паша Соколлузаде 1593–1594
- Мехмет-паша Сінанзаде 1594–1595, вдруге
- Михаликлі Ахмет-паша 1595, вперше
- Софу Сінан-паша 1595, вдруге
- Михаликлі Ахмет-паша 1596, вдруге
- Алі Паша 1596–1597
- Михаликлі Ахмет-паша 1597–1598, втретє
- Дев Сулейман-паша 1598–1599
- Тир'які Хасан-паша 1599–1599, вперше
- Лала Мехмед-паша 1599–1600
- Тир'які Хасан-паша 1600–1601, вдруге
- Мінкаркушу Мехмед-паша 1601
- Лала Мехмед-паша 1601–1602
- Кадізаде Алі-паша 1602–1604
- Бекташ-паша 1604–1605
- Бошнак Мустафа-паша 1605
- Кадизаде Алі-паша 1605–1609, вперше
- Тир'які Хасан-паша 1609–1614, втретє
- Сефер-паша 1614–1614
- Кадизаде Алі-паша 1614–1616, вдруге
- Софу Мехмед=паша 1616–1617
- Наккаш Хасан-паша 1617–1618
- Каракаш Мехмед-паша 1618–1621
- Софу Мехмед-паша 1621
- Кенан-паша 1621–1622
- Делі Дервіш-паша 1622
- Софу Мехмед-паша 1622–1623
- Пір Мехмед-пПаша 1623
- Софу Мехмед-паша 1623–1626
- Дамат Муртаза-паша 1626–1630
- Гасан-паша 1630–1631
- Байрам-паша 1631, вперше
- Бошнак Муса-паша 1631–1634
- Сілахтар Гусейн-паша 1634–1634
- Байрам-паша 1634, вдруге
- Кафер-паша 1634–1635
- Насугпашазаде Гусейн-паша 1635–1637
- Коча Муса-паша 1637–1638, вперше
- Табаніяси Мехмед-паша 1638–1639
- Іса Мустафа-паша 1639–1640
- Сілахтар Мустафа-паша 1640–1640
- Коча Муса-паша 1640–1644, вдруге
- Мірахор Осман-паша 1644
- Делі Гусейн-паша 1644–1645
- Наккаш Мустафа-паша 1645–1646
- Муртаза-паша 1646–1647
- Хамзапашазаде Мехмед-паша 1647
- Фазлі-паша 1647, вперше
- Хамзапашазаде Мехмет Паша 1647–1648
- Сіавуш-паша 1648–1650
- Кара Мурад-паша 1650–1653
- Сарі Кенан-паша 1653–1655
- Гюргу-паша 1655–1656, вперше
- Фазлі-паша 1656, вдруге
- Гюргу-паша 1655–1658, вдруге
- Делі Гусейн-паша 1658–1658
- Гюргу-паша 1658–1659, втретє
- Сейді Ахмет-паша 1659–1660
- Бошнак Ісмаїл-паша 1660–1663
- Гюргу Кенан-паша 1663–1663
- Сарі Гусейн-паша 1663–1664
- Гюргу Мехмед-паша 1664–1666
- Керрах Касим-паша 1666–1667
- Сехраб Мехмед-паша 1667–1667
- Махмуд-паша 1667–1670
- Узун Ібрагім-паша 1670–1672, вперше
- Канпулатзаде Гусейн-паша 1672–1673
- Узун Ібрагім-паша 1673–1675, вдруге
- Суйолку Алі-паша 1675–1677
- Халіл-паша 1677–1677
- Узун Ібрагім-паша 1677–1683, втретє
- Кара Мехмед-паша 1683–1684
- Шайтан Ібрагім-паша 1684–1684
- Арнавут Абдуррахман Абді-паша 1684–1686